# Bastnäsfältet

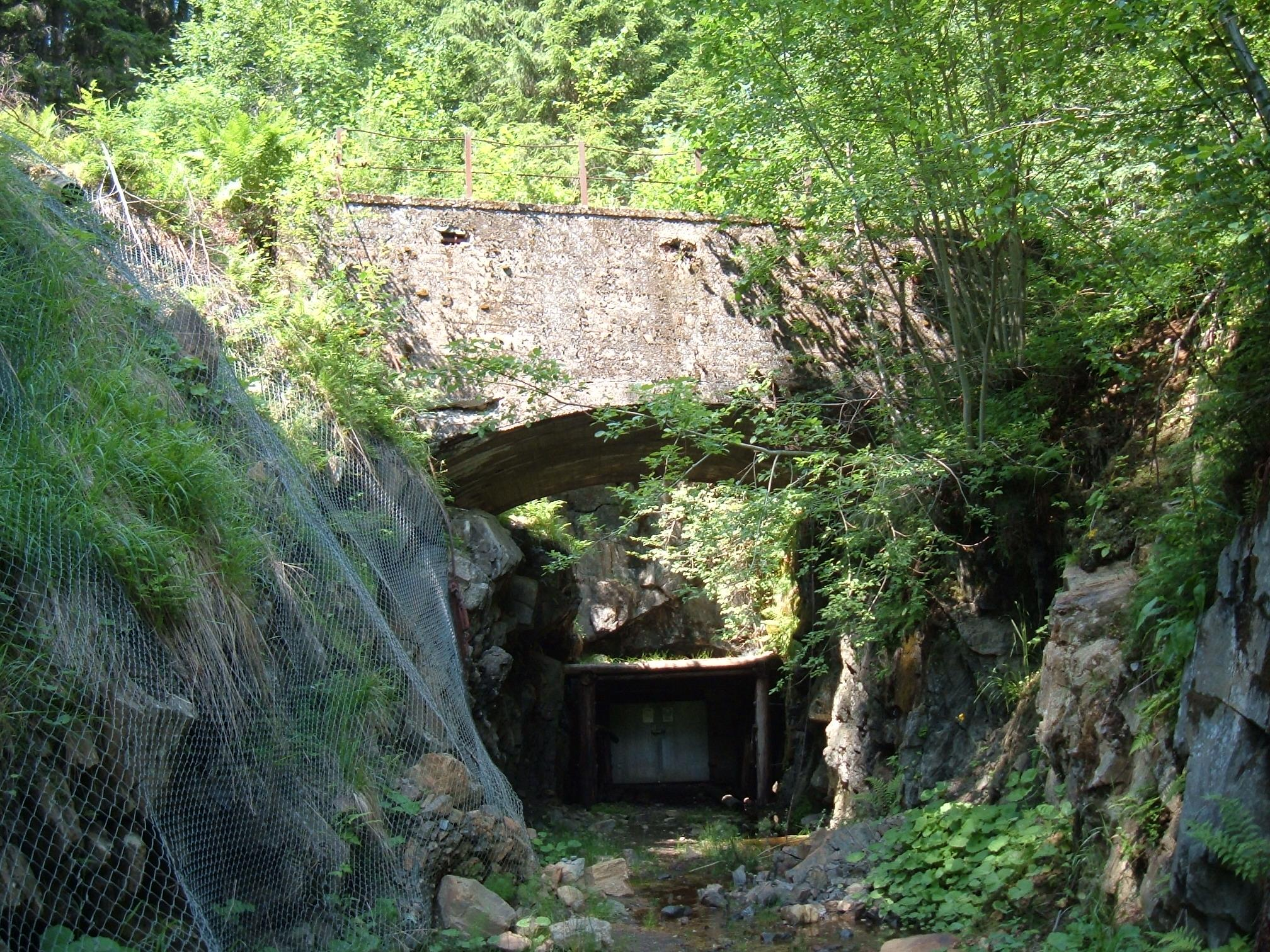
Nya Bastnässtollen

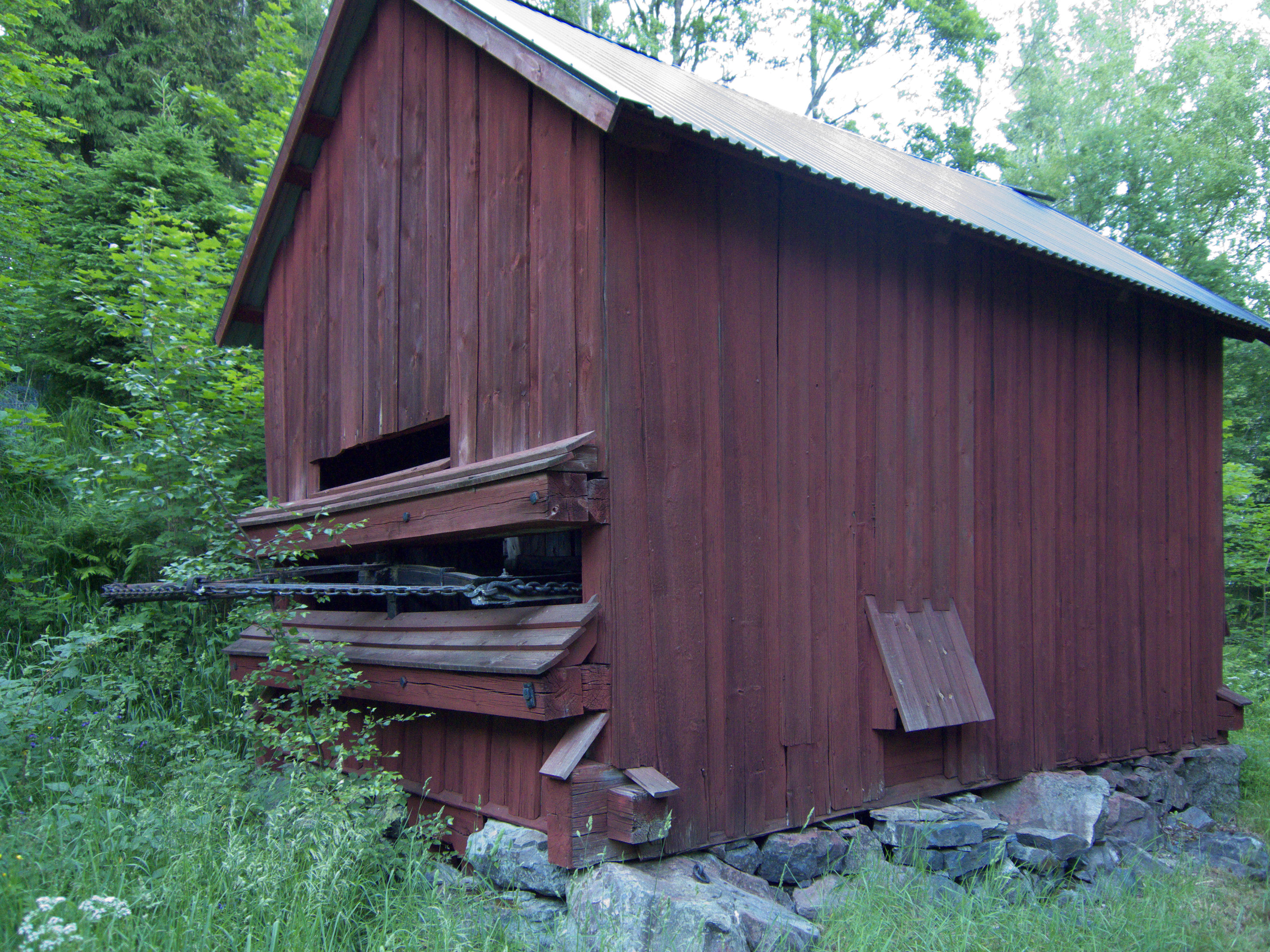
Hakspelet

Bastnäsfältet ligger i Riddarhyttan, Skinnskattebergs kommun.
Bastnäsfältet är en av världens mineralrikaste platser och ingår i Ekomuseum Bergslagen. Här har det sedan 1600-talet brutits olika mineral. Här finns över 50 olika mineral. 
År 1803 upptäcktes grundämnet cerium i "bastnäs-tungsten" av Wilhelm Hisinger (brukspatron på Skinnskattebergs bruk) och kemisten Jöns Jacob Berzelius. Under åren 1875-1888 bröts ca 4500 ton ceriummalm. Andra mineral som finns här är bland andra bastnäsit, cerit, lanthanit, linneit, ferriallanit-(Ce) och törnebohmit-(Ce). Bastnäsit upptäcktes först i Bastnäs och är ett ceriumhatligt mineral. 
Vid Bastnäs finns ett välbevarat hakspel, det enda kvarvarande i världen på ursprunglig plats. 